# Херриг, Фелис
Фелис Николь Херриг (род. 18 сентября 1984 года) — американский кикбоксер, боец муай-тай и боец смешанных единоборств, известна по выступлениям в Ultimate Fighting Championship (UFC) в тяжелом весе.

## Начало
Херриг родилась в Баффало-Грове, штат Иллинойс, и начала свою карьеру, практикуя кикбоксинг и Муай-Тай. Прежде чем перейти в ММА в 2009 году Херриг окончила среднюю школу Баффало-Гров в 2003 году.

## Карьера кикбоксера
До того, как Фелиция «Лил бульдог» Херриг перешла в смешанные единоборства, Херриг держала профессиональный рекорд по кикбоксингу 23-5. В настоящее время она занимает 2-е место в мире в Международной федерации кикбоксинга IKF Pro Women’s Muay Thai Bantamweight Division.
Как профессиональный кикбоксер, Херриг выиграла титул Международной федерации кикбоксинга Pro Muay Thai США Bantamweight. Она выиграла титул 15 ноября 2008 года в Чикаго, штат Иллинойс, США, когда победила Кэти Миган единогласным решением судей (49-46, 48-47, 49-46).
Будучи любительницей, она была двукратной чемпионкой Открытого турнира Международной федерации кикбоксинга.
21 августа 2005 года в Орландо, штат Флорида, США, Херриг стала чемпионом турнира IKF North American Classic Amateur Full Contact Rules Bantamweight Tournament, когда она победила Терри Френч из Литл-Рока, штат Арканзас, США, единогласным решением 30-27 по всем 3 судейским картам.
30 июля 2006 года в Сидар-Рапидсе, штат Айова, США, Херриг защитила свой титул чемпиона IKF на чемпионате мира по классике IKF 2006 года, когда она победила Стейси Чанг из Тандер-Бей, Онтарио, Канада единогласным решением 29-28 по всем 3 судейским картам.
Она также участвовала в Мировой лиге боевых действий с силовиками Сент-Луиса.

## Карьера в смешанных единоборствах
В 2007 году Херриг появилась на Fight Girls на ТВ-канале Oxygen и выиграла свой бой в Таиланде против чемпиона тайского бойца. Позже она должна была появиться в другом реалити-шоу о женском ММА под названием The Ultimate Women Challenge.
21 февраля 2009 года, в своем дебюте в ММА, Херриг столкнулась с Иманом Ачхалом в UWC: Man «O» War. Она проиграла бой раздельным решением судей.
20 ноября 2009 года она встретилась с Мишель Гутьеррес в Unconquered 1: November Reign и выиграла бой с помощью болевого приема армбара во втором раунде.
15 апреля 2010 года провела бой с Джессикой Ракоци на Bellator 14. Выиграла бой раздельным решением судей.
4 декабря 2010 года провела бой с Амандой ЛаВой на XFO 37. Выиграла бой с помощью болевого приема армбара в первом раунде.
14 января 2011 года Херриг столкнулась с Барб Хончак в Hoosier Fight Club 6: New Years Nemesis в Валпарейзо, штат Индиана. Она проиграла бой единогласным решением судей.
5 марта 2011 года провела схватку с Андреа Миллер на Chicago Cagefighting Championship 3. Выиграла бой ТКО в первом раунде.
13 мая 2011 года Херриг столкнулась с Никдали Ривера-Каланок на XFO 39 в центре Sears в Хоффман Эстейтс, штат Иллинойс. Выиграла бой единогласным решением судей.
Её запланированный бой против непобежденной Келли Уоррен в Fight Tour 20 августа 2011 года был отменен из-за того, что Уоррен весила на 7 фунтов больше допустимого.
2 декабря 2011 года Херриг столкнулась с Карлой Эспарсой на XFC 15: Tribute в Тампе, штат Флорида. Она была побеждена единогласным решением судей.
13 апреля 2012 года Херриг провела бой с Патрисией Видоник на XFC 17: Apocalypse в Джексоне, штат Теннесси. Она победила Видоник единогласным решением судей.
3 августа 2012 года встретилась с Симоной Сукуповой на XFC 19: Charlotte Showdown. Она победила Сукупову единогласным решением судей.
14 декабря 2012 года Херриг должна была вернуться в Bellator, чтобы встретиться с Мишель Гутьеррес в матче-реванше. Однако 1 декабря Гутьеррес снялась с боя, и Херриг вместо этого участвовала в матче-реванше против Патрисии Видоник. Выиграла бой единогласным решением судей.
28 марта 2013 года Херриг соревновалась с Хизер Кларк на Bellator 94. Выиграла бой раздельным решением судей. Бой закончился спорно, так как после финального звонка Херриг испустила торжествующий вопль в лицо своему противнику, что вызвало после боя удар наотмашь от Кларк. Херриг нанесла ответный удар, прежде чем порядок был восстановлен.

### Invicta Fighting Championships
13 августа 2013 года было объявлено, что Херриг подписала контракт на несколько боев с Invicta Fighting Championships. Она встретилась с Текией Торрес на Invicta FC 7: Honchak vs.Smith и 7 декабря 2013 года проиграла бой единогласным решением судей.

### The Ultimate Fighter 20
11 декабря 2013 года было объявлено, что Херриг вступила в UFC вместе с десятью другими бойцами в Минимальном весе, чтобы участвовать в 20-м сезоне The Ultimate Fighter, который увенчает первого в истории UFC чемпиона в Минимальном весе среди женщин.
Херриг была шестым бойцом, отправившимся к тренеру Энтони Петтису. Она встретилась с соперницей Хизер Джо Кларк в матче-реванше в предварительном раунде турнира. Херриг снова выиграла бой единогласным решением судей. Однако, она проиграла Ранде Маркос через болевой в четвертьфинальном раунде соревнований.

### Ultimate Fighting Championship
Первый бой после The Ultimate Fighter был против Лизы Эллис в The Ultimate Fighter: a Champion will be Crowned Finale 12 декабря 2014 года. Выиграла бой с помощью болевого приема во втором раунде.
18 апреля 2015 года провела поединок с Пейдж Ванзант в UFC on Fox 15. Она проиграла бой единогласным решением судей.
23 июля 2016 года Херриг столкнулась с Кейлин Карран на UFC on Fox 20. Выиграла бой удушающим всего за две минуты до начала первого раунда.
В следующий раз Херриг столкнулась с Алексой Грассо 4 февраля 2017 года на UFC Fight Night 104. Выиграла бой единогласным решением судей.
Херриг столкнулась с Джастин Киш 25 июня 2017 года в UFC Fight Night: Chiesa vs.Lee. Выиграла бой единогласным решением судей.
Херриг столкнулась с Кортни Кейси 2 декабря 2017 года на UFC 218. Выиграла бой раздельным решением судей.
Херриг встретился с Каролиной Ковалькевич 7 апреля 2018 года на UFC 223. Проиграла бой раздельным решением судей.
В следующий раз Херриг столкнулась с Мишель Уотерсон 6 октября 2018 года на UFC 229. Проиграла бой единогласным решением судей
Следующий бой ожидался с Янь Сяонань 8 июня 2019 года, на UFC 238. Однако 30 апреля 2019 года было сообщено, что Херриг восстанавливается от разрыва крестообразной связки и была снята с мероприятия.
15 августа 2020 года Херриг проиграла Вирне Джандиробе на UFC 252.

## История боев в ММА
| Боёв 24  | Побед 14 | Поражений 10 |
| -------- | -------- | ------------ |
| Нокаутом | 1        | 0            |
| Сдачей   | 4        | 2            |
| Решением | 9        | 8            |

| Результат | Рекорд | Соперник                | Способ                 | Турнир                                                  | Дата            | Раунд | Время | Место                           | Примечание |
| --------- | ------ | ----------------------- | ---------------------- | ------------------------------------------------------- | --------------- | ----- | ----- | ------------------------------- | ---------- |
| Поражение | 14–10  | Каролина Ковалькевич    | Сдача (удушение сзади) | UFC Fight Night: Волков vs. Розенстрайк                 | 4 июня 2022     | 2     | 4:01  | Лас-Вегас, Невада, США          |            |
| Поражение | 14-9   | Вирна Джандироба        | Болевой прием (армбар) | UFC 252                                                 | 15 августа 2020 | 1     | 1:44  | Лас-Вегас, Невада, США          |            |
| Поражение | 14-8   | Мишель Уотерсон         | Решение (единогласное) | UFC 229                                                 | 6 октября 2018  | 3     | 5:00  | Лас-Вегас, Невада, США          |            |
| Поражение | 14-7   | Каролина Ковалькевич    | Решение (раздельное)   | UFC 223                                                 | 7 апреля 2018   | 3     | 5:00  | Бруклин, Нью-Йорк, США          |            |
| Победа    | 14-6   | Кортни Кейси            | Решение (раздельное)   | UFC 218                                                 | 2 декабря 2017  | 3     | 5:00  | Детройт, Мичиган, США           |            |
| Победа    | 13-6   | Джастин Киш             | Решение (единогласное) | UFC Fight Night: Chiesa vs. Lee                         | 25 июня 2017    | 3     | 5:00  | Оклахома-Сити, Оклахома, США    |            |
| Победа    | 12-6   | Алекса Грассо           | Решение (единогласное) | UFC Fight Night: Bermudez vs. Korean Zombie             | 4 февраля 2017  | 3     | 5:00  | Хьюстон, Техас, США             |            |
| Победа    | 11-6   | Кайлин Курран           | Болевой                | UFC on Fox: Holm vs. Shevchenko                         | 23 июля 2016    | 1     | 1:59  | Чикаго, Иллинойс, США           |            |
| Поражение | 10-6   | Пейдж Ванзант           | Решение (единогласное) | UFC on Fox: Machida vs. Rockhold                        | 18 апреля 2015  | 3     | 5:00  | Ньюарк, Нью-Джерси, США         |            |
| Победа    | 10-5   | Лиза Эллис              | Болевой                | The Ultimate Fighter: A Champion Will Be Crowned Finale | 12 декабря 2014 | 2     | 3:05  | Лас-Вегас, Невада, США          |            |
| Поражение | 9-5    | Тиша Торрес             | Решение (единогласное) | Invicta FC 7: Honchak vs. Smith                         | 7 декабря 2013  | 3     | 5:00  | Канзас-Сити, Миссури, США       |            |
| Победа    | 9-4    | Хизер Джо Кларк         | Решение (раздельное)   | Bellator 94                                             | 28 марта 2013   | 3     | 5:00  | Тампа, Флорида, США             |            |
| Победа    | 8-4    | Патрисия Видонич        | Решение (единогласное) | Bellator 84                                             | 14 декабря 2012 | 3     | 5:00  | Хаммонд, Индиана, США           |            |
| Победа    | 7-4    | Симона Сукупова         | Решение (единогласное) | XFC 19: Charlotte Showdown                              | 3 августа 2012  | 3     | 5:00  | Шарлотт, Северная Каролина, США |            |
| Победа    | 6-4    | Патрисия Видонич        | Решение (единогласное) | XFC 17: Apocalypse                                      | 13 апреля 2012  | 3     | 5:00  | Джексон, Теннесси, США          |            |
| Поражение | 5-4    | Карла Эспарса           | Решение (единогласное) | XFC 15: Tribute                                         | 2 декабря 2011  | 3     | 5:00  | Тампа, Флорида, США             |            |
| Победа    | 5-3    | Ривера-Каланос Никдэйли | Решение (единогласное) | Xtreme Fighting Organization 39                         | 13 мая 2011     | 3     | 5:00  | Хофман-Эстейтс, Иллинойс, США   |            |
| Победа    | 4-3    | Андреа Миллер           | Нокаут                 | Chicago Cagefighting Championship 3                     | 5 марта 2011    | 1     | 3:30  | Вилла Парк, Иллинойс, США       |            |
| Поражение | 3-3    | Барб Хончак             | Решение (единогласное) | Hoosier Fight Club 6: New Years Nemesis                 | 14 января 2011  | 3     | 5:00  | Валпарейзо, Индиана, США        |            |
| Победа    | 3-2    | Аманда ЛаВой            | Болевой                | Xtreme Fighting Organization 37                         | 4 декабря 2010  | 1     | 3:35  | Чикаго, Иллинойс, США           |            |
| Победа    | 2-2    | Джессика Ракочи         | Решение (раздельное)   | Bellator 14                                             | 15 апреля 2010  | 3     | 5:00  | Чикаго, Иллинойс, США           |            |
| Победа    | 1-2    | Мишель Гутьеррес        | Болевой                | Unconquered 1: November Reign                           | 20 ноября 2009  | 2     | 2:03  | Корал-Гейблс, Флорида, США      |            |
| Поражение | 0-2    | Валери Кулбау           | Решение (раздельное)   | Xtreme Fighting Organization 29                         | 17 апреля 2009  | 3     | 5:00  | Лейкмур, Иллинойс, США          |            |
| Поражение | 0-1    | Иман Ачхал              | Решение (раздельное)   | UWC: Man «O» War                                        | 21 февраля 2009 | 3     | 5:00  | Фэрфакс, Вирджиния, США         |            |

## Участие в медиапроектах
Херриг стала персонажем в видеоигре Supremacy MMA для Xbox 360 и PlayStation 3. Она также появилась в American Ninja Warrior (сезон 7), в 2015 году.